# John Theophilus Desaguliers
John Theophilus Desaguliers (* 13. März 1683 in La Rochelle, Frankreich; † 29. Februar 1744 in Covent Garden, Großbritannien) war ein in Frankreich geborener Naturphilosoph, Wissenschaftler und Erfinder sowie Freimaurer und Geistlicher in der Church of England.

## Leben und Wirken

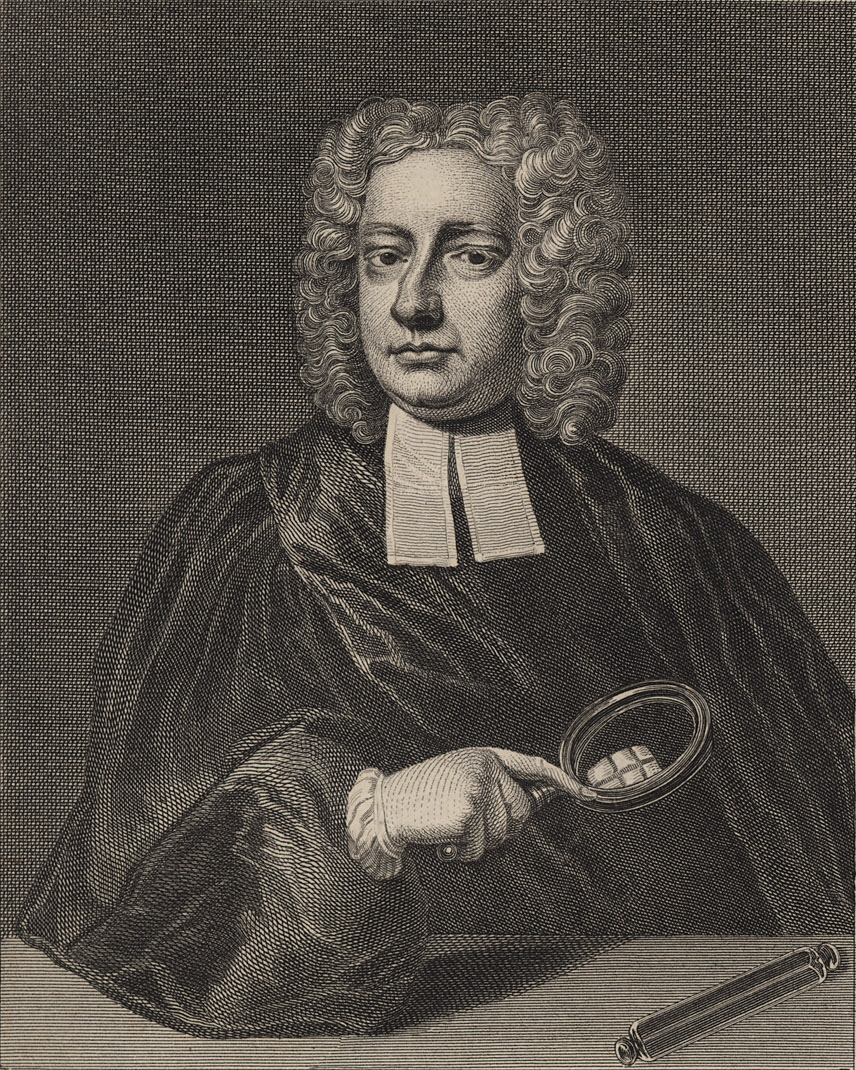
Porträt von John Theophilus Desaguliers (1742), ausgestellt in der National Portrait Gallery (London).

Desaguliers wurde in eine Hugenottenfamilie geboren und floh 1694 im Alter von 11 Jahren nach England, um den Konsequenzen durch den Widerruf des Edikts von Nantes zu entgehen. 1705 graduierte er in Oxford mit dem Bachelor of Arts. Seine Reputation als Wissenschaftler fand nicht nur Ausdruck in der Publikation seines zweibändigen Werkes A course of Experimental Philosophy, sondern vor allem auch in drei Auszeichnungen durch die Royal Society.
1713 hielt er in London Vorlesungen über Physik. 1718 graduierte er in an der Oxforter Universität in Theologie und erhielt auch seinen Doktortitel.
Am 14. Oktober 1712 heiratete er Joanna Pudsey, die Tochter von William and Anne Pudsey von Kidlington, in der Nähe von Oxford. Aus ihrer Ehe gingen vier Söhne und drei Töchter hervor. Nur zwei Söhne überlebten das Kindesalter.
John Theophilus Desaguliers war ein Geistlicher in der Church of England. Durch die Fürsprache von James Brydges, 1. Duke of Chandos, wurde er Gemeindepfarrer von St. Lawrence's in Little Stanmore.

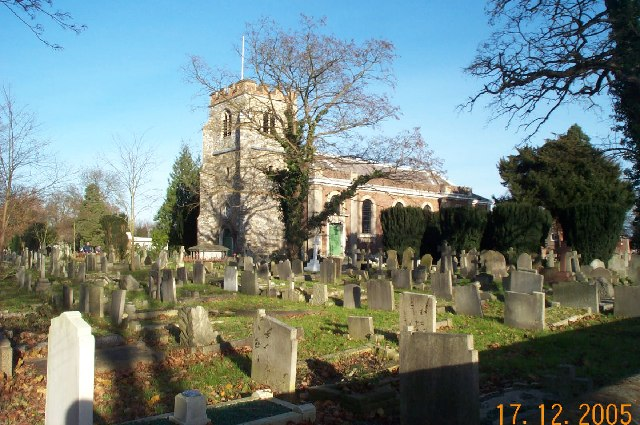
St. Lawrence, die Pfarrgemeinde von John Theophilus Desaguliers.

Seit dem 29. Juli 1714 war er Mitglied der Royal Society. Er erhielt 1734, 1736 und 1741 die Copley Medal, höchste Auszeichnung der Royal Society. Die Auszeichnung 1741 erhielt er für seine Entdeckungen der Eigenschaften von Elektrizität.  Mit Sir Isaac Newton war er befreundet und unterstützte ihn in seinen Experimenten. Mit seinen Reden und Texten gehörte er zu Newtons Fürsprechern. Am 3. Dezember 1735 wurde er korrespondierendes Mitglied der Académie des sciences.
Desaguliers verbesserte auch die Sicherheit der Dampfpumpe von Thomas Savery, indem er ein Ventil konstruierte.
Er entwarf auch eine Methode für die indirekte Erhitzung von Dampfkesseln mit Hilfe von Wasserdampf im Gegensatz zum Feuer und konnte dadurch die Sicherheit signifikant verbessern.

### Freimaurerei
Desaguliers gilt als einer der Väter der Großlogenfreimaurerei. Er war Mitglied der Freimaurerlogen Horne  Tavern in Westminster und Lodge of Salomon's Temple in der Hemmings Row. 1719 wählte man ihn zum dritten Großmeister der ersten Großloge von England, zum Deputierten Großmeister 1723 und 1725. Im Buch der Alten Pflichten, der ersten Großlogenkonstitution, unterschrieb er die Widmung an John Herzog von Montagu, seinerzeit der reichste Mann Englands.
Dem Aufbau der Großlogenordnung widmete er viel Zeit und Arbeit. Auf ihn geht die Wiedereinführung von Trinksprüchen beim Jahresfest der Großloge und Tafellogen zurück. Ebenso reformierte er die Bekleidungsordnung vom Logenmeister und Logenbeamten.
1731 wurde Desaguliers eigens von der Großloge von London und Westminster nach Holland abgesandt, um in Den Haag Anfang Juni Franz Stephan Herzog von Lothringen in die Freimaurerei aufzunehmen. Franz Stephan reiste wenig später nach England und erhielt in der Maid’s Head Lodge im Landhaus des Staatsmannes Robert Walpole in Norfolk den Meistergrad und verließ England wieder am 9. Dezember 1731.

### Tod und Nachfahren
Desaguliers erkrankte in seinen späten Jahren an der Gicht. Er starb nach langer Krankheit in seinem Haus (Bedford Coffee House), in Covent Garden, London, am 29. Februar 1744. Beerdigt wurde er am 6. März in der Savoy Chapel, Savoy Street, London.
Er hinterließ zwei Söhne:
- John Theophilus (1718–1751) graduierte in Oxford und wurde Geistlicher. Er starb kinderlos.
- Thomas Desaguliers (1721–1780) machte eine Karriere in der britischen Armee. Am 1. April 1748 wurde er zum Chief Firemaster am Royal Arsenal ernannt. Er entwickelte dort wissenschaftliche Prinzipien zur Produktion von Kanonen und die Verbesserung der Feuerkraft.[4] Ferner unterstützte und beaufsichtigte er das Feuerwerk zur Untermalung des Konzerts von Georg Friedrich Händel im Green Park.[5]

## Werke
- Fires Improv’d: Being a New Method of Building Chimneys, so as to Prevent Their Smoaking, from the French by Nicolas Gauger (London, 1715), mostly about an elaborate form of fire grate
- The Motion of Water and Other Fluids, from the French by Edmé Mariotte (London, 1718)
- The Mathematical Elements of Natural Philosophy, from the Latin by W. J. ’sGravesande (London, 1720)
- The Whole Works of Dr. Archibald Pitcairne, from the Latin (London, 1727), with G. Sewell
- An Account of the Mechanism of an Automaton, from the French by J. de Vaucanson (London, 1742).
- The Newtonian System, an Allegorical Poem (London, 1728), written on the accession of George II
- Appendix on the reflecting telescope, pp. 211–288 in William Brown’s translation Dr. Gregory’s Elements of Catoptrics and Dioptrics (London, 1735), which contains most of the correspondence between Newton and others relating to the development of Newton’s form of that instrument in 1668 and subsequently
- A Dissertation Concerning Electricity (London, 1742), the French version of which (Bordeaux, 1742) received a prize awarded by the Académie de Bordeaux (Course of Experimental Philosophy, II, 335).